# 波赫丹尼夫卡 (利波韋茨市鎮)
49°18′1″N 29°11′55″E / 49.30028°N 29.19861°E
波赫丹尼夫卡（烏克蘭語：Богданівка）是位於烏克蘭西南部文尼察州文尼察區利波韋茨市鎮的村莊，始建於1700年，面積1.62平方公里，海拔高度296米，2001年人口306，人口密度每平方公里188.89人。